# Empleo público

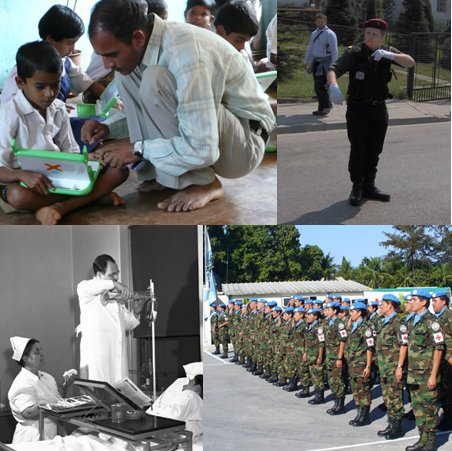
Áreas habituales del empleo público: maestros, policías, trabajadores de la salud, militares.

El empleo público es la relación laboral en la que el Estado es el empleador, con un promedio que oscila entre el 10-20% de la población económicamente activa y máximos del 28% del total de la fuerza de trabajo, en Noruega y Suecia. Según los últimos datos de la OCDE, los países nórdicos son los de mayor tasa de empleo público sobre el total de trabajadores. Este es el caso de Noruega (con el 30,7% de su empleo total procedente de la Administración estatal), Suecia (un 28,7%) y Dinamarca (un 27,8%)..
En principio, el empleo público está regulado por normas diferentes de las que encuadran el empleo privado, integradas en el marco del Derecho Administrativo. Tradicionalmente, la negociación colectiva había sido excluida del campo del empleo público, pero más recientemente, varios países la han establecido, en el marco del Convenio N.º 154 de la Organización Internacional del Trabajo (OIT) sobre el Fomento de la Negociación Colectiva, de 1981. En algunos países se han establecido también restricciones a ciertos derechos laborales de los empleados o funcionarios públicos, como el derecho de huelga y la sindicalización.
Los empleados o funcionarios públicos en un sentido general, se dividen en cuatro grandes grupos: los funcionarios electos, los funcionarios políticos, los funcionarios jerárquicos de carrera y los empleados sin funciones jerárquicas. Cada uno de esos grupos tiene un régimen legal específico.
Los empleados públicos suelen organizarse en sindicatos propios del sector público, y a nivel internacional existen organizaciones sindicales de alcance mundial, como la Internacional de Servicios Públicos (ISP).
La condición de funcionario de carrera se adquiere por el cumplimiento sucesivo de los siguientes requisitos:
1. Superación del proceso selectivo.
2. Nombramiento por el órgano o autoridad competente, que será publicado en el Diario Oficial correspondiente. No podrán ser funcionarios y quedarán sin efecto las actuaciones relativas a quienes no acrediten, una vez superado el proceso selectivo, que reúnen los requisitos y condiciones exigidos en la convocatoria.
3. Acto de acatamiento de la Constitución y, en su caso, del Estatuto de Autonomía correspondiente y del resto del Ordenamiento Jurídico.
4. Toma de posesión dentro del plazo que se establezca.

Para acceder a la administración se debe pasar una serie de pruebas constitucionales que respeten los principios de igualdad, mérito, capacidad y publicidad (en España, art.23 y 149.1.18 de la CE).

## Empleo público en Argentina
En la Argentina tanto el empleo privado como el empleo Público se encuentran protegidos por el principio protectorio y constitucional art. 14 bis, el empleo Público en especial goza de una mayor protección,  la estabilidad en el empleo.
En materia de convenios colectivos a modo de ejemplo se puede citar el convenio colectivo 214/06, el mismo es una herramienta fundamental para  la ampliación de derechos.
En Argentina el empleo público cuenta con pocos concursos abiertos siendo la mayoría de las designaciones cargos mediante "excepción" y en >En el país latinoamericano alrededor del 70 por ciento de los empleados públicos cobra sueldos por debajo del nivel de pobreza e inferior al salario mínimo.
El acceso al empleo público se establece en el art. 97 de la Constitución de la República Italiana . Aunque partiendo de un régimen jurídico específico, el sector cuando se ha establecido la institución de la contractualización de derecho común para las categorías menos implicadas en el ejercicio de las funciones públicas .
El derecho administrativo italiano , sin embargo, todavía distingue entre la relación laboral y la relación de servicio.